# Hospodine, pomiluj ny

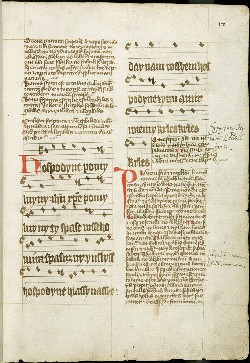
Traktat von Jan aus Holešov über das Lied Hospodine, pomiluj ny.

Hospodine, pomiluj ny (deutsch: Herr sei uns gnädig) ist das älteste bekannte geistliche Lied in tschechischer Sprache. Es entstand vermutlich an der Wende vom 10. zum 11. Jahrhundert. Es ist ein geistliches Volkslied, kein liturgischer Gesang, und enthält altkirchenslawische Elemente.

## Geschichte
Das Lied hat eine schlichte Form mit 8 Versen, ohne Reim und ohne Strophen, und den Tonumfang einer Quarte. Die altkirchenslawischen Elemente deuten auf sein Ursprung in einer Zeit, als in Böhmen das altkirchenslawische Erbe der Slawenapostel Kyrill und Method noch lebendig war. Die endgültige Version stammt jedoch aus der Zeit, als das Altkirchenslawisch mit Latein konkurrierte und auch tschechische Elemente aufnahm. Das Lied schließt mit dem dreifachen Ruf Kyrie eleison (Herr erbarme dich) in der zeitgenössischen volkstümlichen Form Krleš. Der Autor ist unbekannt. Oft wird es dem heiligen Adalbert von Prag (tschechisch: Svatý Vojtěch) zugeschrieben. Das ist zwar nicht belegt, wäre aber möglich, denn der Überlieferung nach komponierte Adalbert auch Lieder.
Das Lied Hospodine, pomiluj ny wurde erstmals im Jahr 1055 urkundlich erwähnt, als es bei der Wahl von Herzog Spytihněv II. gesungen wurde. Darüber berichtet die Chronica Boemorum des Cosmas von Prag. Eine weitere Erwähnung findet sich in der Chronik von Václav Hájek z Libočan aus dem 16. Jahrhundert, als er die Feierlichkeiten nach der Krönung von König Ottokar I. Přemysl im Jahr 1198 schildert.
Die älteste erhaltene Niederschrift stammt aus der Feder des Benediktinermönchs Jan von Holešov aus dem Jahr 1397, der das Lied in einem lateinischen Traktat analysiert hat, die altkirchenslawischen Ausdrücke erklärt hat und es mit der Adalbert-Tradition verknüpft hat. Das Lied wurde sowohl in der Kirche wie auch außerhalb der Kirche gesungen, vor allem bei feierlichen Anlässen, aber auch als Kriegslied. Eine große symbolische Bedeutung gewann es im 14. Jahrhundert, als es der böhmische König und Kaiser Karl IV. in die böhmische Krönungsordnung aufnahm. Der Reformator Jan Hus ließ es bei seinen Predigten in der Prager Bethlehemskapelle singen.
Zusammen mit dem St.-Wenzels-Choral gehört es zu den ältesten tschechischen Nationalhymnen. Es ist das älteste literarische und auch musikalische Denkmal Tschechiens. Hospodine, pomiluj ny wird auch heute mit dem fast unveränderten Originaltext gesungen.

## Text
| Tschechisch | | Lateinische Übersetzung |
| Hospodine, pomiluj ny! Jezu Kriste, pomiluj ny! Ty, Spase všeho mira, spasiž ny; i uslyš, Hospodine, hlasy našě! Daj nám všěm, Hospodine, žizň a mír v zemi! Krleš! Krleš! Krleš! | O Domine, miserere! Iesu Christe, miserere! Salus es totius mundi, salva nos et percipe, o Domine, voces nostras, da cunctis, o Domine, panem, pacem terrae! Kyrie eleison! |                         |

## Musikalische Verwendung
Mehrere tschechische Komponisten haben das Lied als Vorlage für ihre Werke verwendet. Die bedeutendsten sind:
- Antonín Dvořák verwendet das Lied im dritten Teil seines Oratoriums „Svatá Ludmila“ (Die Heilige Ludmilla), op. 71, in Form eines festlichen Marsches und einer abschließenden Fuge.[3]
- Leoš Janáček: Variationen über das Thema „Hospodine, pomiluj ny“, für Solo-Quartett, gemischten Doppelchor, Orgel, Harfen und Blechbläser.
- Miloslav Kabeláč: Komposition in sechs Sätzen: „Proměny I a II chorálu ‚Hospodine, pomiluj ny‘“ (Metamorphosen I und II des Chorals ‚Hospodine, pomiluj ny‘). Der Teil I ist eine Komposition für Chor und der Teil II für Klavier und Orchester.